# Liechtensteiner Cup 1958/59
Der Liechtensteiner Cup 1958/59 (offiziell: Aktiv-Cup) war die 14. Austragung des Fussballpokalwettbewerbs der Herren in Liechtenstein. Die Ergebnisse der Spiele sind erst ab dem Halbfinale bekannt. Der FC Vaduz konnte seinen im Vorjahr gewonnenen Titel erfolgreich verteidigen.

## Halbfinale
|            | Ergebnis |            |
| ---------- | -------- | ---------- |
| FC Balzers | 3:5      | FC Triesen |
| FC Vaduz   | 4:2      | FC Schaan  |

## Finale
Das Finale fand am 8. September 1959 in Vaduz statt.
| Datum      |          | Ergebnis |            |
| ---------- | -------- | -------- | ---------- |
| 08.09.1959 | FC Vaduz | 3:0      | FC Triesen |